# Palacios de Goda
Palacios de Goda è un comune spagnolo di 418 abitanti situato nella comunità autonoma di Castiglia e León.